# Matěj Majober
Matěj Majober (rodným jménem Matěj Václav Mayerhofer, 8. února 1763 Praha – 13. dubna 1812 Praha) byl český divadelní herec, režisér, překladatel, teatrolog a gymnaziální pedagog, významná postava rozvoje českého divadla a divadla v Čechách obecně. Roku 1787 se stal členem tzv. Vlasteneckého divadla, hrajícího česká představení v divadle Bouda na Koňském trhu v Praze, první české stálé scény, po jejímž zrušení v roce 1789 soubor vedl a od roku 1792 s ním působil v divadle U Hybernů. Rovněž je autorem prvního teatrologického pojednání českého autora o českém divadle.

## Život

### Mládí a studia
Narodil se v Praze v rodině vojáka. Po absolvování základního vzdělání studoval v letech 1776 až 1780 gymnázium, od roku 1777 konkrétně na staroměstském akademickém gymnáziu. Studoval filosofii na Karlo-Ferdinandově univerzitě, mj. u profesora I. Cornovy, kde byli jeho spolužáky jeho budoucí divadelní kolegové K. Pluth a F. Heimbacher. Již od gymnaziálních studií začal používat zkrácenou podobu svého příjmení, Majober.

### Divadelní kariéra
Roku 1784 se jako herec přidal k divadelní společnosti G. Junga, která kočovala po českém venkově s německým repertoárem, sestávajícím zejména z rytířských her či frašek. S tou prokazatelně účinkoval na představeních v Klatovech či Hradci Králové. Pro almanach společnosti zpracoval roku 1784 své myšlenky a postřehy, mj. o důležitosti divadla v kontextu myšlenek osvícenství, v díle Beitrag meiner Gedanken zu Böhmens Theaterepoche (Mé myšlenky týkající se divadelní epochy Čech), které se staly prvními teatrologickými spisy v českého herce o českém divadle.
Odtud pak roku 1787 přešel do souboru tzv. Vlasteneckého divadla, souboru s ambicí hrát divadlo česky pod vedením Václava Tháma, sídlící v dřevěné divadelní budově v dolní části Koňského trhu (pozdější Václavské náměstí). Hrál se zde však také německý repertoár. Zde účinkoval v rozličných, povětšinou v komických a obecně herecky náročnějších rolích, kde mohl využít svou předchozí divadelní zkušenost. Jako jeden z mála zdejších herců pak plynně ovládal češtinu – řada jeho kolegů byli německy mluvící herci původně hrající divadlo německy. Po krizi v divadle a jeho uzavření roku 1789 kvůli dluhům se spolu s baletním mistrem Johannem Georgem Bognerem chopil vedení souboru, se kterým v létě hráli představení v Divadle v Růžodole za Poříčskou branou.
Roku 1792 našel soubor stálé působiště v Divadle u Hybernů v ulici Na příkopě. Téhož roku pojal za manželku ovdovělou Zuzanu Seve, jednu z prvních českýcy hrajících hereček rovněž angažovanou ve Vlasteneckém divadle. U Hybernů působil jako herec i režisér, soubor rovněž (spíše s německým repertoárem) kočoval, mj. v Liberci. Díky svému vzdělání byl schopen překládat divadelní díla z němčiny a italštiny, zejména divadelní činohry a zpěvohry. Aktivně se svou manželkou U Hybernů působili asi do roku 1799.
Při své divadelní práci si soustavně přivydělával mj. výukou jazyků a dalšími činnostmi. Od roku 1800 vyučoval jako suplent na Malostranském gymnáziu, o rok později pak staroměstském akademickém gymnáziu, kde se roku 1803 stal gymnaziálním profesorem. Mezi jeho žáky zde patřili mj. pozdější literáti František Turínský či Václav Kliment Klicpera. Po krátkou dobu pak vykonával funkci ředitele gymnázia.

### Úmrtí
Matěj Majober zemřel 13. dubna 1812 v Praze ve věku 49 let.